# Pteroceras asperatum
Pteroceras asperatum är en orkidéart som först beskrevs av Rudolf Schlechter, och fick sitt nu gällande namn av Peter Francis Hunt. Pteroceras asperatum ingår i släktet Pteroceras och familjen orkidéer. Inga underarter finns listade i Catalogue of Life.